# Waldemar Matthias
Waldemar Matthias (* 25. August 1919 in Wulferstedt; † 14. November 1993 in Halle (Saale)) war ein deutscher Prähistoriker.

## Leben
Waldemar Matthias wurde in Wulferstedt bei Oschersleben geboren, zog mit seinen Eltern aber bereits früh nach Magdeburg. Dort besuchte er das Reformrealgymnasium, das er nach acht Jahren abschloss. Eine weiterführende Schulbildung wurde durch den frühen Tod seines Vaters verhindert. Stattdessen begann Matthias eine Lehre als Anwalts- und Notariatsgehilfe. Der Rechtsanwalt, bei dem er seine Lehre absolvierte, verließ als Jude Deutschland kurz nach der Machtergreifung der Nationalsozialisten. Matthias musste daher seine Lehre zeitweise unterbrechen und setzte sie später bei einer anderen Kanzlei fort. Nach dem Abschluss und einer kurzzeitigen Berufstätigkeit wurde er zunächst zum Reichsarbeitsdienst am Westwall und im August 1939 zur Wehrmacht eingezogen. Während des Zweiten Weltkriegs war Matthias in Norwegen, Montenegro und Kroatien stationiert. In Österreich geriet er 1945 in britische Kriegsgefangenschaft, aus der er 1947 entlassen wurde.
Nach seiner Rückkehr nach Magdeburg wurde Matthias zunächst für ein Jahr zu Demontagearbeiten in der Munitionsanstalt Wilhelmshall bei Dingelstedt zwangsverpflichtet. Danach arbeitete er als Holztransportarbeiter in Oschersleben.
Matthias hatte sich seit seiner Schulzeit für Natur und Kultur interessiert und immer wieder Wanderungen durch die Gegend von Wulferstedt unternommen. Dabei war er noch vor dem Krieg in einer Sandgrube auf prähistorische Funde gestoßen. Hierüber machte er 1949 die Bekanntschaft von Klaus Schwarz, der damals am Landesmuseum für Vorgeschichte in Halle (Saale) tätig war. Schwarz ermutigte ihn zu einer Bewerbung und zum 1. Juli 1949 wurde Matthias am Landesmuseum zunächst in der Restaurierungswerkstatt angestellt. Noch ohne eine formale wissenschaftliche Ausbildung korrigierte er die bis dahin fehlerhafte Sicht zur Stratigrafie eine schnurkeramischen Grabes aus Peißen. Später nahm er an Ausgrabungen auf den Klausbergen in Halle teil, wo beim Bau des Nordbads eine Salzwirkersiedlung der späten Bronze- und frühen Eisenzeit entdeckt worden war. Diese Grabung läutete eine eingehende wissenschaftliche Beschäftigung Matthias’ mit der mitteldeutschen Briquetage ein.
Von 1952 bis 1956 war Matthias Leiter der Restaurierungswerkstatt am Landesmuseum. Ab 1954 nahm er als Gasthörer an Vorlesungen und Seminaren am Institut für Vor- und Frühgeschichte der Martin-Luther-Universität Halle-Wittenberg teil. Von 1956 bis 1958 arbeitete er am Landesmuseum als Publikumsführer mit wissenschaftlicher Qualifikation. 1958 wurde er Bezirksbodendenkmalpfleger, zunächst im Bezirk Magdeburg, später im Bezirk Halle. Ab 1960 arbeitete er als wissenschaftlicher Mitarbeiter am Landesmuseum in Halle und zuletzt bis zu seiner Pensionierung am 31. August 1984 als Abteilungsleiter Sammlungen/Archiv.
Den Schwerpunkt seiner wissenschaftlichen Tätigkeit stellt die Beschäftigung mit der endneolithischen Schnurkeramischen Kultur dar. Seine Anstellung als wissenschaftlicher Mitarbeiter erlaubte ihm die Fortsetzung des Projekts Kataloge zur mitteldeutschen Schnurkeramik, einer der bis heute bedeutendsten Materialsammlungen zu dieser Kultur. Nach einem Band von Gudrun Loewe zu Thüringen (1959) und einem von Hans Lucas und Ulrich Fischer zum Saalemündungsgebiet (1965) publizierte Matthias zwischen 1968 und 1987 vier weitere Bände zum Nordharzgebiet, zum Südharz-Unstrut-Gebiet, zum mittleren Saalegebiet und zum restlichen Verbreitungsgebiet in Mitteldeutschland. Darüber hinaus publizierte Matthias zahlreiche wissenschaftliche Aufsätze, vornehmlich zur Schnurkeramik. Hervorzuheben ist seine Aufarbeitung der Funde vom schnurkeramischen Gräberfeld von Schafstädt, der er sich über mehrere Jahrzehnte hinweg widmete.
Matthias starb am 14. November 1993 und wurde am 23. November auf dem Friedhof in Halle-Trotha beigesetzt.

## Schriften
- Kataloge zur Mitteldeutschen Schnurkeramik. Band 3. Nordharzgebiet (= Veröffentlichungen des Landesmuseums für Vorgeschichte in Halle. Band 23). Deutscher Verlag der Wissenschaften, Berlin 1968.
- Kataloge zur Mitteldeutschen Schnurkeramik. Band 4. Südharz-Unstrut-Gebiet. Ulrich Fischer dem führenden Spezialisten auf dem Gebiete der Schnurkeramikforschung anläßlich seines 60. Geburtstages am 3. Juli 1975 in kollegialer Verbundenheit gewidmet (= Veröffentlichungen des Landesmuseums für Vorgeschichte in Halle. Band 28). Deutscher Verlag der Wissenschaften, Berlin 1974.
- Kataloge zur Mitteldeutschen Schnurkeramik. Band 5. Mittleres Saalegebiet (= Veröffentlichungen des Landesmuseums für Vorgeschichte in Halle. Band 35). Deutscher Verlag der Wissenschaften, Berlin 1982.
- Kataloge zur Mitteldeutschen Schnurkeramik. Band 6. Restgebiete und Nachträge (= Veröffentlichungen des Landesmuseums für Vorgeschichte in Halle. Band 40). Deutscher Verlag der Wissenschaften, Berlin 1987, ISBN 3-326-00233-5.